# New World Messiah
New World Messiah è il sesto album del gruppo musicale power metal svedese Nocturnal Rites, pubblicato nel 2004 dalla Century Media.

## Tracce
1. New World Messiah – 4:08
2. Against The World – 4:19
3. Avalon – 4:20
4. Awakening – 5:28
5. Egyptica – 5:53
6. Break Away – 4:34
7. End Of Days – 4:47
8. The Flame Will Never Die – 4:21
9. One Nation – 4:30
10. Nightmare – 4:37

Tracce bonus edizione giapponese
- Another Storm
- Save Us

Tracce bonus edizione limitata
- 15 Minutes of Strange Behaviour (video)
- Eye of the Dead (video)

## Formazione
- Jonny Lindkvist - voce
- Nils Norberg - chitarra
- Fredrik Mannberg - chitarra
- Nils Eriksson - basso
- Owe Lingvall - batteria

### Ospiti
- Henrik Kjellberg - tastiere